# این خانه دور است
این خانه دور است که در ابتدا بهشت کوچک نام داشت، یک مجموعه تلویزیونی ایرانی به نویسندگی بیژن بیرنگ و کارگردانی مسعود رسام و بیژن بیرنگ است که در سال ۱۳۷۰ تولید شد و در سال ۱۳۷۴ از شبکه ۲ سیمای جمهوری اسلامی ایران پخش شد.

## خلاصه داستان
«رحیمه خانم» ساکنِ خانهٔ سالمندان می‌شود. خواهرخوانده‌اش «اقدس خانم» نیز علیرغم مخالفت فرزندانش، به او می‌پیوندد تا «رحیمه خانم» در خانه سالمندان احساس تنهایی و جدا افتادگی نکند. این دو در خانه سالمندان با «مینو خانم» که فرزندانش او را تنها گذاشته و به خارج رفته‌اند، آشنا می‌شوند. این سه نفر با کمک هم، محیط دلگیر و یکنواخت خانهٔ سالمندان را تغییر می‌دهند و فضایی شاد و پرنشاط و امید می‌سازند و ثابت می‌کنند که مشکل سالمندان را با محبت و توجه می‌توان حل کرد.

## بازیگران و عوامل تولید

### بازیگران
- شهلا ریاحی
- حمیده خیرآبادی
- توران مهرزاد
- جلال مقدم
- رضا کرم‌رضایی
- علی کسمایی[۳]
- جعفر بزرگی[۴]
- مهتاج نجومی
- مهوش افشارپناه
- نعمت‌الله گرجی
- هوشنگ بهشتی
- ژاله علو
- رقیه چهره‌آزاد
- علی‌اصغر گرمسیری
- حسین عرفانی
- شهلا ناظریان
- رضا خندان
- غلامحسین لطفی
- دانیال حکیمی
- حسین محب‌اهری
- فرحناز منافی ظاهر
- ابراهیم‌آبادی
- رضا بنفشه‌خواه
- حسن زارعی
- گیتی فروهر
- احمد قدکچیان
- مهین دیهیم
- علی زاهدی
- حسن دادشکر
- هما خاکپاش
- شهره سلطانی
- فاطمه طاهری
- حمید عبدالملکی
- متین ستوده[۵]
- نجف علی هادی
- ملیحه نیکجومند
- شهناز صاحبی
- بهروز خوش فطرت
- حسین عمرانی
- محمود نزهت سرشت
- علی آقایی
- آیدا مهدوی
- بهرام مهدوی
- نعیم مسیحیان
- رضا مختاری
- مهران رسام
- الناز هادی
- منیره قیدی
- سودابه شمس
- فریبا لشکری
- افسانه چهره آزاد (افسانه نعمت ناصر)
- سوسن آقارجبی
- فرناز ضیاپور
- رزا آرایش

### عوامل تولید
- تهیه‌کننده و کارگردان: مسعود رسام، بیژن بیرنگ
- نویسنده: بیژن بیرنگ
- تصویربرداران: مهدی شکیبا، مجتبی رحیمی
- تدوین: محمدرضا مویینی
- طراح صحنه و لباس: فرحناز عسگری، فرزانه نیکوکاری
- موسیقی: بهرام دهقانیار
- مدیر دوبلاژ: بهرام زند
- مدیر برنامه: محمدتقی رضوی
- منشی صحنه: ابوالفضل عطار
- محصول: گروه فیلم و سریال شبکه ۲
- سال تولید: زمستان ۱۳۷۰
- سال پخش: نوروز ۱۳۷۴